# Cyrille Heymans
Cyrille Heymans, född 4 mars 1986, är en luxemburgsk professionell cyklist. Sedan säsongen 2008 tävlar han för laget Continental Team Differdange.
Heymans blev luxemburgsk U23-mästare under säsongen 2008. En säsong senare slutade han tvåa på etapp 1 av Flèche du Sud bakom Marcel Kittel. Han deltog också i Tour de Luxembourg.

## Karriär

### Segrar

#### 2008
- - Luxemburgsk U23-mästare

### Lag
- 2007 - Pictoflex-Thompson-Hyundai
- 2008-nutid - Differdange-Apiflo Vacances